# Pachyta erebia
Pachyta erebia là một loài bọ cánh cứng thuộc phân họ Lepturinae, trong họ Cerambycidae. Loài này phân bố ở Nhật Bản.

## Subtaxons
There are two varietets in species:
- Pachyta erebia var. kusamai Hayashi, 1955
- Pachyta erebia var. tamanukii Hayashi & Iga, 1945